# Izabelkrombek
De izabelkrombek (Sylvietta isabellina) is een zangvogel uit de familie Macrosphenidae.

## Verspreiding en leefgebied
Deze soort komt voor in Ethiopië, Somalië en Kenia.

## Status
De grootte van de populatie is niet gekwantificeerd maar de soort wordt omschreven als schaars tot algemeen. Op de Rode lijst van de IUCN heeft deze soort de status niet bedreigd.